# Near (Death Note)
Nate  River (japonès: ネイト・リバー,  hepburn: Neito Ribā), universalment referit pel monònim Near (ニア,Nia?) és un personatge fictici de la col·lecció manga Death Note, creat per Tsugumi Ohba i Takeshi Obata.    Near és el més jove i un dels dos successors de L Lawliet, el qual tractà d'identificar en Kira, l'assassí en sèrie misteriós que matava criminals mitjançant la Death Note. Near esdevé el dirigent del SPK (Special Provision for Kira), una organització que participava en el cas d'en Kira, i que al final de la sèrie, destapa la identitat real d'en Kira. L'actor de veu que va interpretar Near en l'anime japonès va ser Noriko Hidaka.

## Creació i concepció
Tsugumi Ohba, l'escriptor de Death Note va dir que va introduir Near i Mello junts perquè L sol no hauria pogut derrotar Kira. Ohba pensava que si introduïa un únic personatge podria semblar una "repetició" de la lluita entre Light i L, així que ell en comptes d'això ideà una història que impliqués tres combatents lluitant entre ells. Ohba va dir que va deixar Obata crear els dissenys dels personatges però li va demanar que ambdós fossin una mica L. Ohba va dir que ell "va vacil·lar" en les seves edats i els va fer pensant que estava fent els fills de L. Ohba va dir que no va desenvolupar primer les seves personalitats perquè volia "revelar-les" a través de les seves accions. Ohba va dir que Near era un obsés de les joguines i d'apilar "coses" com una evolució a la mania de L d'apilar cubs de sucre i petites tasses de menjar.
El nom de pila "Nate" provés de les paraules "natural" i "riu", per simbolitzar que les habilitats de Near flueixen de les de L. D'aquesta manera es feia Near el successor natural de L. El nom pretén entreveure que Near és un "geni natural beneït des de dalt".